# 데이비드 H. 조너선
데이비드 조나센(David Jonassen, 1947년 9월 14일 – 2012년 12월 2일)은 교수 설계 및 교육 기술 분야에서 영향력 있는 사상을 제시한 교육 개혁가였다. 조나센은 구성주의에 대한 저술로 가장 잘 알려져 있지만, 교육 분야의 컴퓨터 기반 기술과 미디어를 '마인드툴'로서 활용하는 학습에 대해서도 저술했다.

## 삶과 저작
델라웨어 대학교에 다니는 동안 그는 텔레비전 촬영기사로 일하면서 교육용 미디어, 특히 미디어 기술이 교육에 미치는 영향에 관심을 갖게 되었다. 그는 학자로 직업을 바꾸어 펜실베이니아 주립 대학교, 콜로라도 대학교 덴버, 노스캐롤라이나 대학교 그린즈버러에서 교수로 재직했다. 2000년부터 사망할 때까지 그는 미주리 대학교에서 학습 기술 및 교육 심리학 교수로 재직했다. 2010년에는 미주리 대학교 큐레이터 교수로 임명되었는데, 큐레이터 교수라는 직함은 미주리 대학교 교수들에게 높은 영예이다. 그는 자신의 연구에서 미디어와 기술 이론을 구성주의 학습 이론과 결합하여 교수 설계 분야의 선두주자가 되었다. 조나센은 미국 교육 연구 협회의 펠로우로 선정되었고, 그를 기리기 위해 제정된 AECT의 데이비드 H. 조나센 연구 우수상을 처음으로 수상했다. 그는 2012년 12월 2일 65세의 나이로 사망했다.

## 구성주의
조나센은 학습에서 미디어에 관심이 있었고, 학생들은 "미디어로부터 배우는 것이 아니라 미디어를 통해 배운다"고 이론화하며, 학습에 대한 통제권을 가지고 구성주의와 교육 기술을 통합했다. 구성주의는 학습이 다양한 관점에서 탐색하는 적극적인 과정이며, 경험에 대한 개인적인 해석을 통해 지식이 구성된다는 생각에 기반을 두고 있다. 조나센은 이를 위해 학습자가 더 높은 인지 수준에서 작동해야 한다고 믿었다. 그는 또한 기술을 "마인드툴"로 구상한 최초의 인물 중 한 명이었는데, 이는 기술이 "기술을 통해" 배우는 것이 아니라 "기술과 함께" 배우도록 개인을 장려하는 데 사용되어야 한다고 주장한다.